# Рей, Элен
Элен Рей (Hélène Rey; род. 13 марта 1970[…], Бриуд) — французский экономист. Доктор философии (1998), именной профессор Лондонской бизнес-школы, вице-президент Centre for Economic Policy Research, исследовательский ассоциат NBER, до 2007 года профессор Принстона. Член Британской академии и Американской академии искусств и наук, член-корреспондент французской Академии моральных и политических наук. Специализируется на международной макроэкономике и финансах — с особым акцентом на вопросах финансовой стабильности, международных потоков капитала, обменных курсов и международной валютной системе.

## Биография и исследования
Выпускница ENSAE Paris (бакалавр) и Стэнфорда (магистр инженерии экономических систем, 1994). Докторскую степень получила в Лондонской школе экономики и Высшей школе социальных наук.
До 2007 года состояла профессором экономики и международных отношений на кафедре экономики и в Школе Вудро Вильсона (Princeton School of Public and International Affairs) в Принстонском университете.
Член Haut Conseil de stabilité financière и (с 2012) Commission économique de la Nation, Conseil d'Analyse Économique (2010-12), Группы тридцати, Группы Белладжио по международной экономике (Bellagio Group) и внешней консультативной группы управляющего директора МВФ.
Феллоу Эконометрического общества, Европейской экономической ассоциации (избрана президентом в 2022). Иностранный почетный член Американской экономической ассоциации.
Соредактор Annual Review of Economics. Являлась ассоциированным редактором AEJ: Macroeconomics Journal и членом совета Review of Economic Studies (2008—2015).
Разработала концепцию глобальных финансовых циклов и сформулировала идею трилеммы Манделла. Показала, что глобальный финансовый цикл зависит от денежно-кредитной политики Соединенных Штатов (денежно-кредитной политики ФРС, заключающейся в установлении краткосрочных процентных ставок). Вследствие чего другие страны не могут проводить денежно-кредитную политику независимо, а вместо этого фактически ограничены, по крайней мере частично, денежно-кредитной политикой США. Э. Рей утверждает, что вопреки выводам ортодоксальных моделей роста, эмпирические исследования не предоставляют доказательств положительного эффекта свободного движения капитала, а наоборот, тот факт, что капитал может свободно перемещаться, нарушает как денежно-кредитную политику, так и финансовые рынки. Как отмечают, этот аргумент уже был сформулирован экономистами в конце 1940-х годов, извлекшими уроки из серьезных дисбалансов 1930-х годов. Что понимали экономисты, включая самых либеральных, пока это не было позабыто к началу 1980-х годов с революцией Рейгана. Публиковалась в The Review of Economic Studies, American Economic Review, The Quarterly Journal of Economics и Journal of Political Economy. Постоянный автор французской газеты Les Échos.

### Награды и отличия
- Germán Bernácer Prize[англ.] (2006)
- Birgit-Grodal-Preis (2012, первый удостоенный)
- Yrjö Jahnsson Award[англ.] (2013, совм. с Тома Пикетти)
- Carl Menger Preis (2014, первый удостоенный)
- Prix Édouard-Bonnefous (2015)
- Maurice Allais Economics Prize (2017)[9]
- Премия Тюрго за лучшую книгу по финансовой экономике (2020)

O.B.E. за заслуги в области экономики.